# Revolta del Khuzestan
La revolta del Khuzestan de 1979 va ser una del conjunt de revoltes d'abast nacional que van esclatar a l'Iran després de la Revolució islàmica. A les zones àrabs del país (el Khuzestan, bàsicament) es va exigir autonomia al nou govern, exigències que van derivar en enfrontaments amb les forces de l'ordre. La revolta va ser esclafada per les forces de seguretat iranianes, amb la mort de més d'un centenar de persones d'ambdós bàndols.

## Antecedents
Els àrabs de l'Iran es concentren en gran part a la província del Khuzestan amb una població d'entre mig milió i 2 milions. Al Khuzestan, els àrabs han format l'ètnia dominant a Xadegan, Hoveyzeh i Susangerd, i són majoria a Mahxahr, Khorramxahr, Abadan i Ahwaz. A l'Iran, la relació entre la majoria persa i les minories ètniques va canviar quan es va constituir el 1979 la República Islàmica. En part, això va ser el resultat de la identificació de la comunitat persa amb la República Islàmica, tot i que alguns àrabs també es van identificar amb la República Islàmica.

## La revolta
Després dels fets de la revolució iraniana, les guerrilles marxistes i els partits federalistes es van revoltar en algunes regions, com el Khuzestan, el Kurdistan i Gonbad-e Kavus, que van dur a enfrontaments entre diversos grups rebels i forces revolucionàries. La revolta més gran fou la kurda, que es va estendre pel Kurdistan iranià, tot i que els pasdarans també van ser enfrontats per àrabs, turcmans i balutxis. Aquestes revoltes van començar l'abril de 1979 i van durar entre diversos mesos i més d'un any, depenent de la regió. En els primers dies del conflicte, el règim va confiar en voluntaris de les comunitats persa i àzeri per fer front a les rebel·lions kurdes, balutxis i turcmanes.
A final d'abril i maig de 1979, els àrabs de Khuzestan van començar les protestes contra la discriminació i en suport del seu líder, l'Aiatol·là al-Khaqani, cosa que va dur el règim a enviar unitats de pasdarans per ajudar les forces de la marina i de la força aèria (a Khorramxahr) ja desplegades per esclafar la revolta, i a l'empresonament d'al-Khaqani. En els enfrontaments, van morir més d'una dotzena de guàrdies revolucionaris (pasdarans) i cent àrabs.
Al desembre de 1979, mentre la meitat de l'Iran es trobava en rebel·lió, la situació a la província de Khuzestan ja s'havia calmat, tot i que el Moviment de Resistència Nacional de l'Iran de Shapour Bakhtiar continuava enfrontat-se al règim de Khomeini i el juliol de 1980 va ajudar a organitzar un intent el cop d'estat de Nojeh.

## Conseqüències
Una de les conseqüències de l'aixecament àrab al Khuzestan va ser el setge de l'ambaixada iraniana de Londres, que va tenir lloc del 30 d'abril al 5 de maig de 1980, després que un grup de sis homes armats assaltessin l'ambaixada iraniana a South Kensington. Els pistolers van tenir com a ostatges a 26 persones, la majoria personal de l'ambaixada, però també es van detenir diversos visitants i un agent de policia que custodiava l'ambaixada. Els segrestadors, membres d'un grup que feia campanya per l'autonomia de la província de Khuzestan, van exigir l'alliberament dels presos àrabs de les presons i un salconduit fora del Regne Unit; el govern britànic va decidir que no es concedirien les exigències dels segrestadors. El SAS va rescatar tots els ostatges menys un dels restants i va matar cinc dels sis terroristes.
Més tard, el 1980, la província de Khuzestan es va convertir en un escenari clau de la guerra Iran-Iraq, que va fer disminuir la conflictivitat interna, malgrat les esperances iraquianes d'incitar una rebel·lió a gran escala dels àrabs del Khuzestan, revolta que no es va produir. L'annexió de la província de Khuzestan era un dels quatre objectius principals de la invasió iraquiana a l'Iran el 1980.
Les tensions entre el govern iranià i la població àrab de Khuzestan van arribar esporàdicament a episodis de violència durant les dècades posteriors. El 2005, van esclatar disturbis violents a la província de Khuzestan, concentrats a la zona d'Ahwaz. Com a resultat, van morir diverses persones i es van produir detencions massives. Després dels fets, es van produir una sèrie d'atacs al Khuzestan i a altres ciutats de l'Iran.